# 黑尾海豬魚
黑尾海豬魚（学名：Halichoeres melanurus），又名黃斑海豬魚、柳冷仔、黑尾儒艮鯛，为輻鰭魚綱鱸形目隆頭魚亞目隆頭魚科海豬魚屬下的一个种，分布於西太平洋區，從日本、澳洲大堡礁至美屬薩摩亞海域，棲息深度1-15公尺，體長可達12公分，棲息在水淺的珊瑚礁、岩礁區，以小型無脊椎動物為食，可作為觀賞魚。